# Colobanthus pulvinatus
Colobanthus pulvinatus là loài thực vật có hoa thuộc họ Cẩm chướng. Loài này được F.Muell. mô tả khoa học đầu tiên năm 1855.